# Famille Baes
Cette page explique l’histoire ou répertorie les différents membres de la famille Baes.
Pour les articles homonymes, voir Baes.
La famille Baes, établie à Bruxelles déjà au XIXe siècle, a produit plusieurs peintres, décorateurs, architectes, ingénieurs.
À cette famille appartiennent :
I. Thérèse Baes, lavandière, native de Woluwe-Saint-Étienne, domiciliée et accouchée à Bruxelles, rue des Épingles n° 232, qui eut : 
II. François Baes, doreur sur bois, né à Bruxelles le 31 août 1820, décédé à Saint-Josse-ten-Noode le 3 juin 1874, épousa à Bruxelles le 6 août 1842, Marie Demayer, née à Bruxelles le 28 octobre 1820 et décédée à Bruxelles le 6 décembre 1877, fille de Jean Demayer, chaudronnier, et d'Élisabeth Vantuycom. Ils eurent :
1. Pierre Baes, artisan d'art, doreur sur bois, né à Bruxelles le 25 mai 1840, légitimé par le mariage subséquent de ses parents, mort à Saint-Josse-ten-Noode en 1911, épousa à Bruxelles le 19 février 1868 Catherine Gilin, tailleuse, née à Bruxelles le 9 janvier 1844, morte en 1908, fille d'Alexandre Ferdinand Joseph Gilin et de Henriette Geerts.
2. Jean Baes (Jean-Baptiste), architecte, peintre et décorateur, né à Bruxelles le 20 août 1848, décédé à Ixelles le 13 décembre 1914, épousa à Bruxelles le 7 janvier 1879, Louise Thérèse Jeanne Vandeputte, née à Bruxelles le 3 avril 1845, décédée à Ixelles le 8 février 1928, fille de Romain et de Marie Thérèse Piette, Dont :
a) Louis Baes (1883-1961), ingénieur civil et professeur à l'Université libre de Bruxelles.
3. Henri Baes (1850-1920), peintre décorateur, qui épouse à Mozet en 1873 Eloïse Boly  dont notamment :
a) Firmin Baes (1874-1943), peintre, pastelliste et portraitiste.
b) Irma Baes (° 1879), qui épousa le peintre Frans van Holder (1881 - 1919).

## Autre famille de peintres Baes
Il existait à Bruxelles une autre famille de peintres du nom de Baes qui n'est pas apparentée à la précédente :
I. Charles Baes (° 1846), industriel en vitraux, auteur de cartons de vitraux, jusqu'au début du XXe siècle, qui eut :
1. Émile Baes (1879-1954), peintre, dessinateur et graveur, qui eut :
a. Rachel Baes, (1912-1983), peintre, fille d'Émile Baes et liée à l'homme politique flamand Joris Van Severen.

## Pour approfondir